# Boeckosimus turgidus
Boeckosimus turgidus är en kräftdjursart som beskrevs av Sars 1879. Boeckosimus turgidus ingår i släktet Boeckosimus och familjen Lysianassidae. Inga underarter finns listade i Catalogue of Life.